# Palmaria
Palmaria — 155 мм самохідна артилерійська установка була розроблена у 1977 компанією Oto Melara спеціально для експорту, а перша серійна машина була випущена у 1982.
Першим покупцем стала Лівія, яка замовила 210 машин. Нігерія замовила 25 машин протягом 1982, а 20 башт Palmaria були замовлені Аргентиною і були встановлені на шасі місцевого середнього танку TAM. Аргентина побудувала подовжене шасі середнього танку TAM для розміщення башти Palmaria. Аргентинська система отримала назву VCA 155. Їх було створено малу кількість і зараз використовуються лише у Аргентині.
У 1990 Oto Melara зробила інші 25 систем Palmaria для невідомого покупця. За деякими джерелами це знов була Нігерія. Зараз САУ Palmaria 155 мм не виробляються. Oto Melara зараз[коли?] виробляє німецькі САУ Krauss-Maffei Wegmann 155 мм PzH 2000 по ліцензії для італійської армії.

## Опис
Корпус САУ Palmaria 155 мм зроблено зварним зі сталевої броні яка захищає від ручної вогнепальної зброї та осколків. Багато компонентів у Palmaria 155 мм взято з іншої розробки компанії Oto Malara основного бойового танку OF-40. Водій розташований у передній частині корпусу справа має люк з трьома перископами, центральний з яких може бути замінено на перископ для нічного водіння. Інші чотири члени екіпажу, командир, навідник та два заряджаючих, розташовані у алюмінієвій башті у центрі корпусу.
Командир сидить справа спереду у башті і має вісім денних перископів для кругового огляду розташованих на люці. У задній частині башти розташовано два зовнішні стелажі. З обох боків башти є прямокутні люки. Зенітні кулемети калібру 7,62 або .50 (12,7 мм) M2 HB розташовані на даху башти, чотири 76 мм димових гранатомети змонтовані по обидва боки башти.
Машина має допоміжний силовий агрегат для подачі гідравлічної і електричної енергії, необхідної для роботи башти, який складається з дизельного двигуна, який працює через редуктор, генератора та гідравлічного насоса. Стандартне обладнання включає в себе систему захисту від ЗМУ, автоматичну систему пожежогасіння, осушувальні насоси і аварійний люк у підлозі.

## Озброєння
155 мм гармата розробки Oto Melara має довжину 41 калібр, оснащена ежектором та дульним гальмом і напівавтоматичною системою заряджання. Використовуючи напівавтоматичну систему заряджання з гаубиці можна вести вогонь кожні 15 секунд по одному пострілу, по одному пострілу кожну хвилину протягом 1 години або по одному пострілу кожні 3 безперервно. Пристрій заряджання розташовано у задній частині башти і заряджається через задній люк. Ствол 155 мм гармати заряджається під кутом +2° і метальний заряд заряджається вручну.
У пристрої заряджання знаходяться 23 готових до використання постріли, а інші сім зберігаються у корпусі. Ударний механізм приводиться у дію електрогідравлічним клапаном. Постріл відбувається натисканням на кнопку, завдяки чого можна зробити три постріли протягом 20 секунд. Механізм підйому та балансування ствола складається з гідравлічного циліндра, пов'язаного з люлькою та поворотною конструкцією башти. Кути вертикального наведення від -4 до +70°.
Механізм працює у двох режимах - ручному та автоматичному. У ручному режимі ствол підіймається за допомогою колеса яке керує ручним насосом, який пов'язаний з підйомним циліндром. У автоматичному режимі, з гідравлічною силою, навідник керує підняттям ствола за допомогою ручки керування. Після пострілу, ствол повертається автоматично на позицію заряджання у +2°.
Відкатна система складається з двох буферів та одного накатника. Віддача від восьми пострілів 8 при куті наведення +70° складає приблизно 45,000 кг.
Прицільна система Palmaria складається з: перископа для стрільби P170, панорамного прицілу P186 для стрільби зі скритної позиції.
Перископ P170 можна використовувати для огляду та наведення, пізніші модифікації мають кратність ×8. Оптичну прицільну систему можна замінити системою посилення світла яка дає змогу використовувати перископ при поганому освітленні.
Панорамний приціл P186 використовується для стрільби з закритих позицій та має підсвітку сітки при поганому освітленні. Сітка є фіксованою і попередньо вирівняна за оптичною віссю.
Palmaria може також бути оснащена електронним конвертором площин для швидкого та точного наведення при прямій та скритній стрільбі.
Основна система керування вогнем Palmaria це телескоп P186 встановлений на тринозі. Він використовується для наведення зброї по азимуту і непрямої стрільби. Приціл має збільшення ×4 з полем огляду 10° і вагу 8 кг. Екіпаж веде переговори за допомогою ТПП. Розміри башти дозволяють встановлювати будь-яке радіообладнання.

## Рушій
На Palmaria є модернізацією танку OF-40, але використовує інший двигун. На САУ встановлено німецький дизельний двигун MTU MB 837 Ka-500 з турбонаддувом потужністю 750 к.с. Також Palmaria може пересуватися через водні перешкоди глибиною до 4 метрів після деякої підготовки.

## Варіанти
TAM VCA — самохідна артилерійська установка оснащена баштою Palmaria встановленою на шасі легкого танку TAM. Ця САУ випущена у малій кількості і зараз використовується збройними силами Аргентини.

## Оператори
Аргентина — 20

 Лівія — 210

 Нігерія — 25